# Daniella Dragojevic
Daniella Dragojevic (født 29. marts 1989 i Hvidovre) er en dansk tidligere håndboldspiller, der senest spillede for Ringkøbing Håndbold. Hun vendte tilbage til klubben i 2015. Hun har tidligere optrådt for Slagelse FH, Lyngby HK, FIF, Silkeborg-Voel KFUM og Team Tvis Holstebro.